# Erik Väderhatt

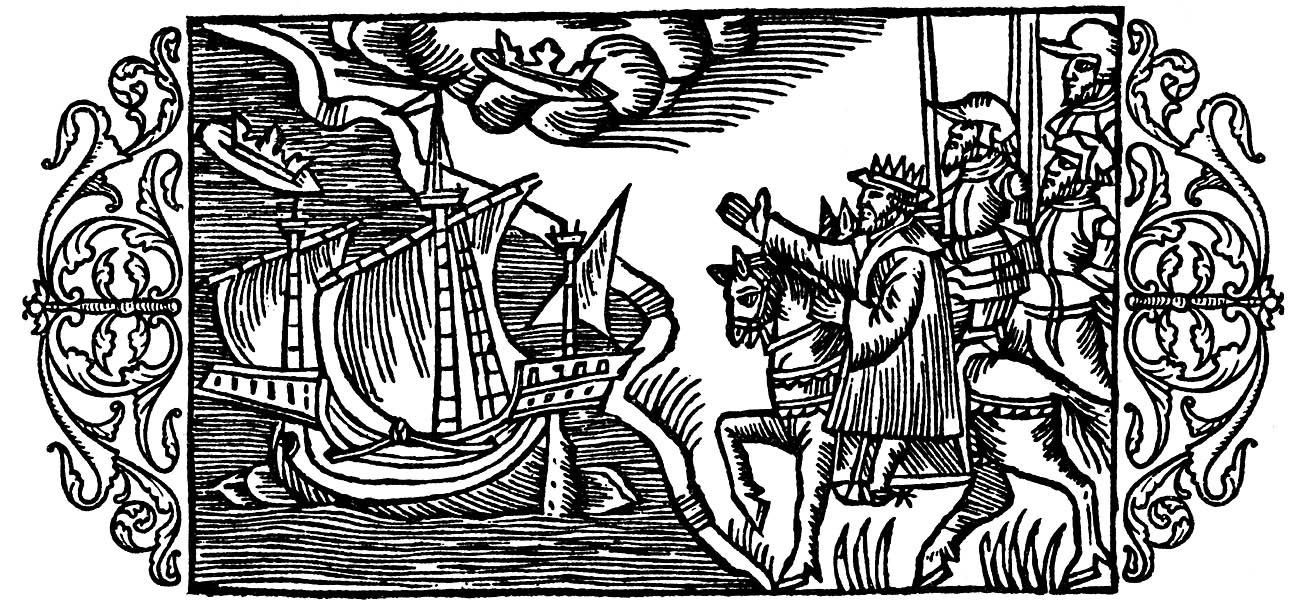
Erik Väderhatt med följe, såsom Olaus Magnus föreställde sig dem på 1500-talet.

Erik (Edmundsson) Väderhatt är en mytisk sveakung som ska ha figurerat under 800-talet. Tillnamnet Väderhatt refererar till att han alltid hade god vind när han plundrade runt Östersjön. Han beskrivs av Olaus Magnus och av Saxo Grammaticus.
Denna sagokung hade så stor makt att hwart han wände sin hatt, tädan blåste och wäderet.
Hans placering i den svenska kungalängden är problematisk. Han anses vara antingen samma person som Erik Edmundsson (namnet på Erik Anundsson i Heimskringla) eller en av Ragnar Lodbroks söner (Gesta Danorum).